# Втора мотострелкова дивизия
Втора мотострелкова дивизия е бивше военно формирование на българската армия.

## История
Създадена е при реорганизацията на осма пехотна тунджанска дивизия като втора стрелкова дивизия през 1950 г. През 1958 г. дивизията се установява в Стара Загора и се разменят знамената на втора стрелкова дивизия с 17-а стрелкова дивизия. През 1962 г. дивизията е реорганизирана като втора мотострелкова дивизия.
В съставът ѝ влизат 38-и мотострелкови полк, базиран в Стара Загора, 22-ри мотострелкови полк на гарнизон в Харманли, 49-и мотострелкови полк в Симеоновград, 96 танков полк в Чирпан и 41-ви артилерийски полк в Стара Загора. Дивизията е реорганизирана през 1998 г. и е наследена от втора тунджанска механизирана бригада (тогава под името втора лекопехотна бригада).

## Състав към 1988
- 22-ри мотострелкови полк – Харманли[3]
- 38-и мотострелкови полк – Стара Загора
- 49-и мотострелкови полк – Симеоновград
- 196-и мотострелкови полк – Чирпан
- 41-ви артилерийски полк – Стара Загора
- 97-и зенитно-артилерийски полк – Нова Загора
- 2-и ракетен батальон – Стара Загора
- 2-и противотанков артилерийски батальон
- 2-и батальон за залпов огън
- 2-и разузнавателен батальон
- 2-и инженерен батальон
- 2-и свързочен батальон – Нова Загора
- 2-и батальон за поддръжка
- 2-а рота за химическа защита
- 2-и транспортен батальон

## Наименования
- Втора стрелкова дивизия (1950 – 1962)
- Втора мотострелкова дивизия (1962 – 1998)

## Командири
Званията са към датата на заемането на длъжността:
- Генерал-майор Величко Николов 1950 – 1951
- Полковник Андон Шопов 1951 – 1952
- Полковник Крум Радонов 1952 – 1953
- Генерал-лейтенант Динчо Велев 1953 – 1957
- Полковник Иван Димитров 1957 – 1958
- Полковник Ангел Пенков 1958 – август 1959
- Генерал-лейтенант Динчо Велев 1959 – 1960
- Генерал-майор Димитър Попов 1960 – 1962
- Генерал-лейтенант Александър Митев 1962 – 1963
- Полковник (ген.-майор от 1964) Кунчо Патев 1963 – 1969
- Полковник Велю Врачев 1969 – 1974
- Генерал-майор Делчо Делчев 1974 – 1977
- Генерал-лейтенант Любчо Тошков 1977 – 1979
- Генерал-майор Киро Тотев 1979 – 1983
- Генерал-лейтенант Михаил Йовчев 1983 – септември 1988
- Полковник Димитър Кръстев септември 1988 – 1990
- Полковник Гиньо Тонев 1990 – 1992
- Бригаден генерал Тодор Георгиев 1992 – 1997
- Полковник (ген.м-р от 04.05.1998) Димитър Димитров (1 септември 1997 – 1998)

### Командири на артилерията
Званията са към датата на заемане на длъжността
- подполковник Димитър Тодоров 30 януари 1952 – 18 ноември 1953
- майор-инженер (подполковник-инженер) Ангел Марин (1982 – 1987)